# Arvydas Mišeikis
Arvydas Mišeikis (ur. 17 września 1987 w Szawlach) – litewski siatkarz, reprezentant kraju, grający na pozycji atakującego. 
W 2004 roku w Termoli we Włoszech z Arunasem Kirsnys zostali mistrzami świata do lat 19, pokonując w finale polską parę Michał Kubiak i Zbigniew Bartman.

## Sukcesy klubowe
Mistrzostwo Litwy:
- 2006
- 2004

Puchar Rumunii:
- 2009, 2019

Puchar Challenge:
- 2009

Mistrzostwo Rumunii:
- 2009
- 2018

MEVZA:
- 2012

Mistrzostwo Austrii:
- 2012
- 2021

Puchar Litwy:
- 2018

Puchar Austrii:
- 2021